# Duncan (Oklahoma)
Duncan é uma cidade localizada em Condado de Stephens, Oklahoma, Estados Unidos. A população tem 23,431 segundo o censo de 2010. Ela é uma sede de condado de Condado de Stephens.
A data de nascimento oficial da cidade é considerada quando o primeiro trem chegou lá em 27 de Junho de 1892. Statehood em 1907 transformou a cidade em uma sede de condado e o número 1 dos poços de petróleo deixando a cidade desenvolver rápido em 1918.

## História
O Chisholm Trail passou pelo oeste de Duncan para a formação da cidade. Estima-se que 9,800,000 de gados foram transportados para o Texas e Abilene (Kansas) durante a sua existência.

## Demografia
Segundo o censo norte-americano de 2000, a sua população era de 22.505 habitantes.
Em 2006, foi estimada uma população de 22.487, um decréscimo de 18 (-0.1%).

## Geografia
Duncan está situada aproximadamente a 30 milhas do Oeste de Lawton (Oklahoma) e 90 milhas do sudeste da cidade de Oklahoma pela US Highway 81.
De acordo com o United States Census Bureau tem uma área de
119,2 km², dos quais 100,5 km² cobertos por terra e 18,7 km² cobertos por água.
Duncan é conhecida por suas arvores, as savanas e a rica terra agricóla.

## Localidades na vizinhança
O diagrama seguinte representa as localidades num raio de 16 km ao redor de Duncan.

## Economia
Duncan é conhecida por ser o lugar de nascimento da Halliburton Corporation. Erle P. Halliburton aperfeiçou um novo metodo de cimentar poços, fazendo a produção de petróleo mais fácil e mais lucrativa, e ele criou o Novo Método de Cimentização de Poços de Petróleo em 1919. Ele morreu em 1957, naquele tempo a companhia tinha 201 escritórios em 22 estados e 20 países estrangeiros. Halliburton mantém sete diferentes complexos em Duncan mais um parque, mas os escritórios no começo eram em Dallas e depois se mudaram para Houston.
A agricultura sempre fez parte na economia de Duncan.
A cidade é o lar de inúmeros bancos e médicos desde a liquidação antecipada e ambos continuaram a ser bem representados hoje.

## Governo
Duncan é governado por uma câmara composta por um prefeito e quatro membros.

## Educação
- Escolas públicas de Duncan
- Centro de Tecnologia Red River
- Universidade de Cameron

## Residentes notáveis
- Jari Askins (1953 - ) - Governador de Oklahoma
- Hoyt Axton (1938 - 1999) - Cantor-compositor de música country
- Erle P. Halliburton (1892 - 1957) - Fundador da Halliburton
- Jean Speegle Howard (1927 - 2000) - Atriz
- Ron Howard (1954 - ) - Ator, diretor e produtor
- Jeane Kirkpatrick (1926-2006) - Embaixador dos Estados Unidos
- Jackie Sherrill (1943-) - Ex-treinador de futebol da universidade